# Val Ackerman
Valerie B. « Val » Ackerman (née le 7 novembre 1959 à Lakewood, New Jersey) est une avocate et dirigeante sportive américaine. Elle est également une ancienne joueuse de basket-ball. Elle est connue pour avoir été la première présidente de la WNBA, de 1996 à 2005.

## Biographie
Ackerman est diplômée en 1977 du lycée "Hopewell Valley Central" à Hopewell Township, New Jersey. Ackerman y détient le record de points inscrits pour un joueur de basket-ball tout sexe confondu, avec 1 755 points.
Elle intègre ensuite l'Université de Virginie, dont elle sort diplômée en politique en 1981. Elle est titulaire et capitaine de l'équipe. Elle est aussi diplômée de l'Université de Californie à Los Angeles, travaillant par la suite deux années à New York dans le cabinet d'avocats "Simpson Thacher & Bartlett".
Ackerman entame une carrière de joueuses professionnelle de basket-ball en France pendant une saison. En 1988, elle devient juriste pour la NBA et assistante spéciale du président David Stern, directrice commerciale et vice-présidente du département commercial, travaillant sur la création de la WNBA en 1996. 
Le 7 août 1996, Ackerman est nommée présidente de la WNBA. Elle y demeure jusqu'en 2005, où Donna Orender lui succède.
Elle est actuellement au comité exécutif du Basketball Hall of Fame, au conseil d'administration du Women's Basketball Hall of Fame. En 2006, Ackerman devient la déléguée américaine auprès du bureau central de la FIBA.
En mai 2005, elle devient la première femme à devenir présidente de USA Basketball, succédant à Tom Jernstedt et ce jusqu'en 2008. Elle restructure la fédération américaine, permettant aux sélections masculine et féminine de remporter la médaille d'or aux Jeux olympiques 2008. 
Elle est introduite dans la promotion 2011 du Women's Basketball Hall of Fame.